# Autobahnring Jinan
Der Autobahnring von Jinan (chinesisch 济南绕城高速公路, Pinyin Jǐnán ràochéng gāosù gōnglù, englisch Jinan Ring Expressway), chin. Abk. G2001, ist ein lokaler Autobahnring rund um Jinan, der Hauptstadt der Provinz Shandong. Er weist eine Länge von 108 km auf. Auf Teilen des Autobahnrings verlaufen die überregionalen Autobahnen G2, G3, G20 und G35.